# Martin Ganteföhr

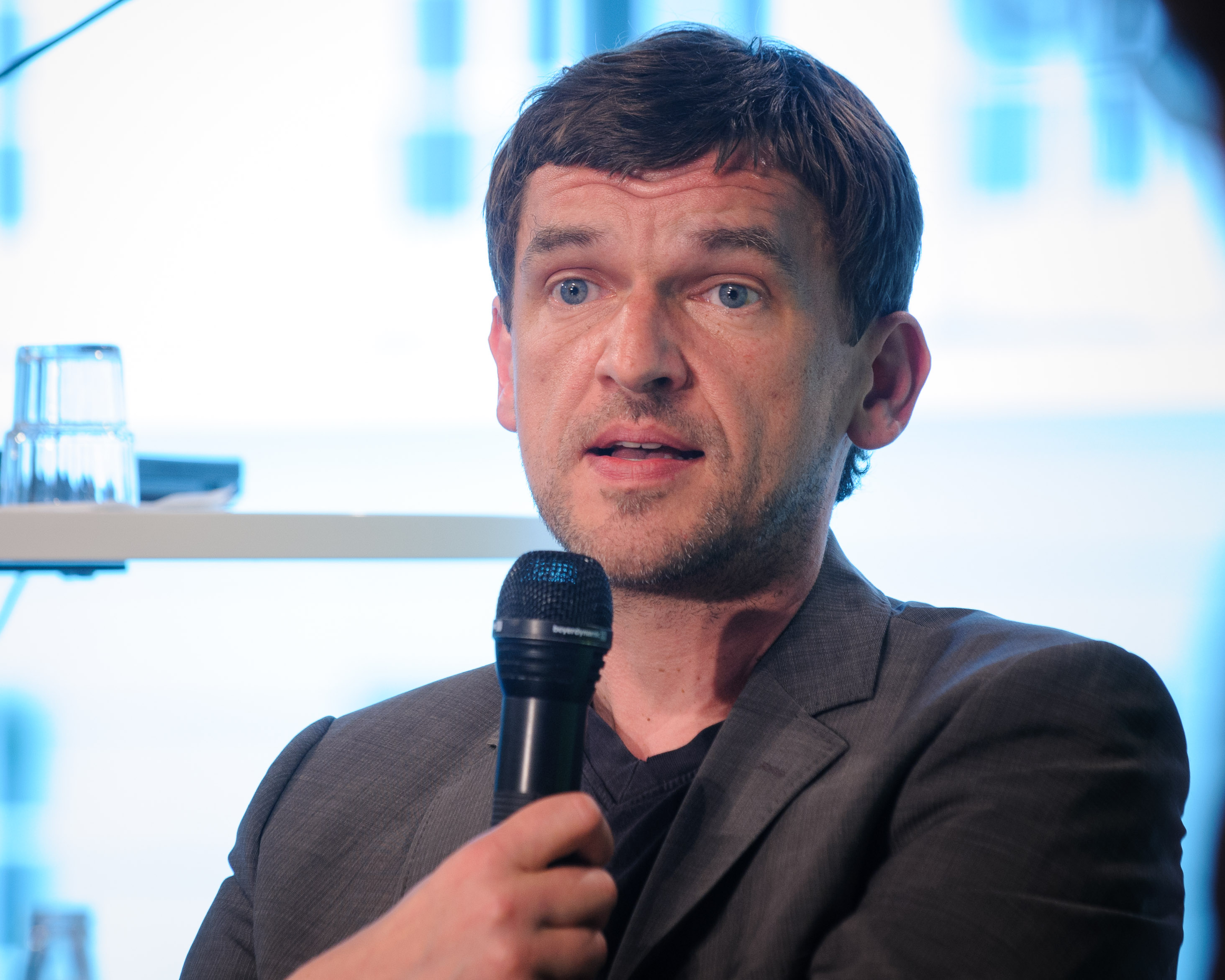
Martin Ganteföhr, 2013

Martin Ganteföhr (* 1969 in Rahden) ist ein deutscher Hochschullehrer, Designer von Computerspielen und Romanautor. Seine Spiele wurden mehrfach ausgezeichnet, unter anderem mit dem Deutschen Entwicklerpreis und dem Deutschen Computerspielpreis.

## Leben
Ganteföhr wurde 1969 im nordrhein-westfälischen Rahden geboren. Er verrichtete seinen Zivildienst in der geschlossenen Abteilung der Psychiatrie des Landeskrankenhauses Osnabrück. Von 1992 bis 1996 studierte er Sprachwissenschaften und Literaturwissenschaften in Bremen und Osnabrück. 1996 trat er als Game Designer für das Neunkirchener Softwarehaus Buhl Data Service ins Berufsleben ein. 1998 gründete er gemeinsam mit Tobias Schachte das Entwicklungsstudio House of Tales, dessen CEO und Kreativdirektor er für 12 Jahre war. Nachdem House of Tales 2008 von dtp entertainment aufgekauft worden war und es 2010 zu Differenzen mit dem Eigentümer bezüglich der kreativen Ausrichtung des Studios gekommen war, verließ Ganteföhr House of Tales. 2013 gründete er das Entwicklungsstudio Unsmile Games und erhielt eine Förderung über 10.000 Euro von der Nordmedia für ein neues Adventure, das aber nie erschien. 2014 wurde eine Zusammenarbeit mit dem Hamburger Entwicklungsstudio und Publisher Daedalic Entertainment vereinbart.
Ganteföhr lebt in Osnabrück. Er lehrt seit 2020 Game Art and Design an der Hochschule der bildenden Künste Essen, seit 2021 als Professor, seit 2022 als Fachgebietsleiter.

## Werk
Als Gamedesigner für Buhl Data Service schrieb Ganteföhr die Skripte für sechs Lernadventures für Kinder, die Themen der Fernsehserie Terra X zum Inhalt hatten und von ZDF Enterprises vertrieben wurden, und war für das Anwendungsdesign der von Buhl programmierten WISO-Finanzsoftware zuständig. Nach Gründung von House of Tales war sein erstes Spiel das 2001 erschienene Point-and-Click-Adventure Das Geheimnis der Druiden, das gemischte Kritiken erhielt. 2003 und 2004 entwickelte Ganteföhr unter J2ME vier Adventures für mobile Endgeräte, die vom Publisher Elkware veröffentlicht wurden. 2004 erschien dann das von Ganteföhr geschriebene The Moment of Silence, ein dystopischer Science-Fiction-Thriller, der den Überwachungsstaat thematisiert, von mehreren Spielemagazinen zum Adventure des Jahres gewählt und in sieben Kategorien für den Deutschen Entwicklerpreis 2004 nominiert wurde. 2007 erschien Ganteföhrs Overclocked, ein komplexer Psychothriller, der von der Kritik hoch gelobt wurde und beim Deutschen Entwicklerpreis den Innovationspreis der Jury gewann. Die NZZ bezeichnete ihn als „begnadeten Erzähler“ und zog Vergleiche zu Benoît Sokal und Gaspar Noé. 2009 war er als Creative Director für 15 Days verantwortlich, ein Adventure mit einem für das Genre ungewöhnlichen, politischen Hintergrund: Als politische Aktivistin begeht der Spieler Straftaten, um die Erlöse einem guten Zweck zuzuführen.
2012 und 2013 war Ganteföhr für die Übersetzung der Skripte zu To the Moon und drei Spielen der Galaxy-on-Fire-Serie ins Deutsche verantwortlich. 2014 beriet er die Berliner Künstlergruppe machina eX bei der Gestaltung des interaktiven Theaterstücks Right of Passage, das im Forum Freies Theater Düsseldorf aufgeführt wurde. 2015 schrieb er für machina eX das interaktive Theaterstück Toxik, das im Theater Hebbel am Ufer in Berlin aufgeführt wurde. 2015 schrieb Ganteföhr für den WDR das Skript für das interaktive Hörspiel 39.
Neben seiner Tätigkeit als Spieledesigner tritt Ganteföhr regelmäßig als Redner zu Themen rund um Interactive Storytelling auf, so 2006, 2007 und 2007 auf der Quo Vadis Developer Conference, 2009 auf dem Filmforum NRW und 2010 beim Kinofest Lünen und dem Clash of Realities. Seit 2010 geht er einer Lehrtätigkeit am Cologne Game Lab der TH Köln nach. Von 2007 bis 2011 war er als Autor für Die Zeit tätig. Ab 2015 arbeitete als Creative Lead für Daedalic am dystopischen Science-Fiction-Adventure State of Mind, das sich mit Transhumanismus und Bewusstseinsübertragung beschäftigt. Das Spiel erschien im August 2018. 2017 veröffentlichte er über CreateSpace.com den Roman Morbus Kreutzenbach. Im Dezember 2017 wurde im Theater Hebbel am Ufer in Berlin das interaktive Theaterstück Endgame uraufgeführt, eine erneute Kollaboration Ganteföhrs mit machina eX.
Ganteföhr wurde nach eigenen Aussagen durch die Adventures The Mask of the Sun, Maniac Mansion, Day of the Tentacle und Myst beeinflusst. Als literarische Einflüsse gibt er Brian O’Nolan, Raymond Kurzweil sowie mündlich überlieferte Mythen an. Er richtet sich mit seinen Spielen explizit an ein älteres Publikum jenseits der 30, in dem er Potenzial für Interesse an anspruchsvollere Themen sieht, die er mit seinen Spielen umzusetzen sucht. Er betrachtet seine Spiele als kulturelle Werke, in die er Zeitgeschehen, politische Strömungen und Moralvorstellungen einfließen lässt.

## Rezeption
In einer Rezension von Ganteföhrs Werk 15 Days bezeichnete das deutsche Entertainmentmagazin Gamona ihn 2009 als „den momentan vielleicht besten deutschen Computerspielautor“ und zog das Fazit: „15 Days ist Martin Ganteföhrs bislang schlechtestes Werk. Dass letztlich immer noch der Ansatz einer guten Geschichte den Titel vor dem Absturz rettet, sagt viel über seine Fähigkeiten.“

### Auszeichnungen
- 2004: PC Games Leserpreis, Kategorie „Bestes Adventure“, für The Moment of Silence[2]
- 2007: Deutscher Entwicklerpreis, Innovationspreis der Jury, für Overclocked[7]
- 2007: 4Players Spiel des Jahres, Kategorie „Beste Story“, für Overclocked[18]
- 2008: Aeggie Award, Kategorie „Best Writing - Drama“, für Overclocked[19]
- 2018: Deutscher Entwicklerpreis, Kategorie „Beste Story“, für State of Mind
- 2019: Deutscher Computerspielpreis, Kategorie „Best Serious Game“, für State of Mind

## Werke

### Ludografie (Auswahl)
- 1996: Terra X: Der Fluch des Pharaos (Buhl Data Service)
- 1996: Terra X: Die Suche nach Atlantis (Buhl)
- 1997: Terra X: Das Mallorca-Komplott (Buhl)
- 1997: Terra X: Todesfalle Ayers Rock (Buhl)
- 1997: Terra X: Der Schatz der Tempelritter (Buhl)
- 1997: Terra X: Das Blut der Azteken (Buhl)
- 2001: Das Geheimnis der Druiden (House of Tales)
- 2003: Secret of the Lost Link (House of Tales)
- 2003: The Paper Menace (House of Tales)
- 2003: The Black Hole (House of Tales)
- 2004: X-Files: The Deserter (House of Tales)
- 2004: The Moment of Silence (House of Tales)
- 2006: Verliebt in Berlin (House of Tales)
- 2007: Overclocked (House of Tales)
- 2009: 15 Days (House of Tales)
- 2015: Toxik (machina eX)
- 2017: Endgame (machina eX)
- 2018: State of Mind (Daedalic Entertainment)

### Bibliografie
- 2017: Morbus Kreutzenbach. CreateSpace, North Charleston 2017, ISBN 978-1-5432-4142-6.

### Literarische Beiträge und Essays (Auswahl)
- Pentagon und Al-Kaida im Krieg der Ideen. Zeit online, 21. April 2011
- Zwischen Ich, Du und Über-Es – Die Konvergenz zwischen Film und Games findet nicht statt. In: Klaus Rebensburg (Hrsg.): Film, Computer und Fernsehen im Zeichen des Content. Univerlagtuberlin, 2010.
- World Wide Wahn. Zeit online, 20. Juni 2008
- Story vs. Spiel 1:1 – Strukturen und Probleme interaktiven Storytellings, 27. März 2006 auf 4Players.[20]